# Preis der Ostschweiz
Der Preis der Ostschweiz war eine Automobilrennsportveranstaltung, die zwischen 1948 und 1951 insgesamt viermal in der Gemeinde Erlen im Kanton Thurgau in der Schweiz ausgetragen wurde.

## Strecke
Das Rennen wurde auf einem dreieckigen Strassenkurs um Erlen am Bodensee ausgetragen. Die Strecke hatte eine Länge von 2,816 km, bestand aus drei langen Geraden getrennt durch drei Haarnadelkurven und wurde im Uhrzeigersinn befahren. Start und Ziel mit Boxengasse lagen auf der heutigen Hauptstrasse. Nach der ersten Kehre führte die Strecke in nordöstlicher Richtung über die heutige Bahnhofstrasse und bog danach nach rechts südlich auf die heutige Poststrasse ab. Nach der dritten Kehre bog sie wieder in westliche Richtung auf die Zielgerade ab.

## Ergebnisse
| Auflage | Datum           | Klasse | Sieger                          | Zweiter                        | Dritter                             | Pole-Position             | Schnellste Rennrunde                 |
| ------- | --------------- | ------ | ------------------------------- | ------------------------------ | ----------------------------------- | ------------------------- | ------------------------------------ |
| I       | 8. August 1948  | GP     | Toulo de Graffenried (Maserati) | Rudolf Fischer (Simca-Gordini) | Walter Wüst (Cisitalia)             | unbekannt                 | unbekannt                            |
| II      | 22. Mai 1949    | GP     | Toulo de Graffenried (Maserati) | Richard Ramseyer (Maserati)    | Frank Séchehaye (Maserati)          | unbekannt                 | unbekannt                            |
| III     | 7. Mai 1950     | F2     | Luigi Villoresi (Ferrari)       | Roberto Vallone (Ferrari)      | Toni Ulmen (Veritas RS Spezial-BMW) | Luigi Villoresi (Ferrari) | Toulo de Graffenried (Simca-Gordini) |
| IV      | 12. August 1951 | F2     | Peter Whitehead (Ferrari)       | Rudolf Fischer (Ferrari)       | Robert Manzon (Simca-Gordini)       | Stirling Moss (HW-Alta)   | André Simon (Simca-Gordini)          |

| Legende   | Legende                                                                                              | Legende                                                     |
| Abkürzung | Klasse                                                                                               | Kommentar                                                   |
| --------- | --- | ----------------------------------------------------------- |
| F1        | Formel 1                                                                                             | Formel-1-Weltmeisterschaft ab 1950                          |
| F2        | Formel 2                                                                                             |                                                             |
| FL        | Formula libre                                                                                        | Fahrzeugklasse in der Regel vom Veranstalter ausgeschrieben |
| SW        | Sportwagen                                                                                           |                                                             |
| TW        | Tourenwagen                                                                                          |                                                             |
| GP        | Grand-Prix-Fahrzeuge                                                                                 |                                                             |
|           | ↓ Durchgehende graue Linien zeigen an, wann in der Geschichte auf einem neuen Kurs gefahren wurde. ↓ |                                                             |
|           | |                                                             |
|           | Einträge mit hellrotem Hintergrund waren keine Läufe zur Automobil- bzw. Formel-1-Weltmeisterschaft. |                                                             |
|           | Einträge mit gelbem Hintergrund waren Läufe zur Europameisterschaft.                                 |                                                             |

## Verweise